# Magnus II van Saksen-Lauenburg
Magnus II van Saksen-Lauenburg (1543 - Ratzeburg, 14 mei 1603) was van 1571 tot 1573 hertog van Saksen-Lauenburg. Hij behoorde tot het huis Ascaniërs.

## Levensloop
Magnus II was de oudst overlevende zoon van hertog Frans I van Saksen-Lauenburg en Sybille van Saksen, dochter van hertog Hendrik IV van Saksen. In 1550 wilde zijn vader zijn invloed aanwenden om de kapittel van het naburige bisdom Ratzeburg Magnus tot bisschop te laten verkiezen. Dit werd echter door de kanunniken van de kapittel geweigerd. 
Hij bracht zijn jeugd door aan het Zweedse koninklijk hof, waar hij bevriend geraakte met de latere koning Erik XIV van Zweden. In 1563 verklaarde Erik XIV de oorlog aan koning Frederik II van Denemarken, de gezamenlijke neef van Erik en Magnus. Deze oorlog werd de Zevenjarige Oorlog genoemd aangezien ze tot in 1570 duurde. In 1566 raakte Magnus betrokken bij de oorlog toen hij benoemd werd tot opperbevelhebber van het Zweedse leger. Magnus was echter onsuccesvol in deze functie, waardoor Erik XIV hem wilde ontslaan. Om dit te vermijden, besloot hij samen te werken met Eriks halfbroers Johan en Karel en op 29 september 1568 veroverden ze de stad Stockholm om Erik XIV van de troon te stoten. Op 4 juli 1568 huwde hij met Eriks halfzus Sophia van Zweden.
Als commandant in het Zweedse leger en met de bruidsschat van zijn echtgenote Sophia kon Magnus een aanzienlijk vermogen uitbouwen. Zijn vader Frans I, die hoge schulden had, besloot daarom in 1571 te abdiceren als hertog van Saksen-Lauenburg ten voordele van Magnus. Hij beloofde om de landerijen die zijn vader wegens zijn schulden had verpand terug te betalen, maar dat deed hij niet en hij bleef de landerijen in het hertogdom verder vervreemden. Zo verkocht hij de verpandde landerijen van de meierij Tremsbüttel aan hertog Adolf van Sleeswijk-Holstein-Gottorp. Dit veroorzaakte conflicten tussen Magnus II en zijn vader Frans I, zijn broers Frans II en Maurits en de Staten van Lauenburg. Deze escaleerden door het gewelddadig temperament van Magnus tegenover andersdenkenden en critici, vooral veroorzaakt door alcoholisme. 
In oktober 1573 werd Magnus door zijn vader Frans afgezet als hertog van Saksen-Lauenburg, waarna die terug de troon besteeg. Magnus vluchtte vervolgens naar Zweden en in 1574 huurde hij onder meer Nederlandse troepen in om Saksen-Lauenburg met geweld in te nemen. Deze troepen vielen in oktober van dat jaar Ratzeburg binnen, waarna de stad geplunderd en verwoest werd. Zijn broer Frans II, die militaire ervaring had als commandant in het Keizerlijk leger, slaagde erin om samen met hertog Adolf van Sleeswijk-Holstein-Gottorp Magnus uit Saksen-Lauenburg te verdrijven. In ruil moest zijn vader in 1575 de meierij Steinhorst aan Adolf afstaan.
In 1574 trok hij zich terug op zijn landgoederen in Uppland, waar hij bij de plaatselijke bevolking berucht werd om zijn gewelddadigheid, baldadigheid en brutaliteit. Zijn schoonbroer, koning Johan III van Zweden, besloot hem daarom in 1575 het kasteel Soneburg bij Orissaare op het eiland Ösel te schenken. Dit kasteel was kort tevoren op Denemarken veroverd. Al snel kwam Magnus in conflict met de lokale Deense stadhouder in Arensburg, op het Deense deel van het eiland. Ook claimde hij het Deense eiland Mön als deel van zijn landgoed en bezette hij het. Bovendien overviel hij burgers in Pernau en zorgde zijn gewelddadig temperament ervoor dat hij zijn echtgenote Sophia misbruikte.
De Denen klaagden over het gedrag van Magnus en hij viel in ongenade bij zijn schoonbroer Johan III door de mishandeling van zijn echtgenote, waardoor hij in 1578 uit Zweden werd verbannen. Magnus besloot vervolgens een nieuwe poging te ondernemen om Saksen-Lauenburg te veroveren, maar hij werd opnieuw verdreven door zijn broer Frans II, die daarna door zijn vader tot mederegent van Saksen-Lauenburg werd benoemd.
Zijn vader Frans I stierf in 1581. Kort voor zijn dood besloot Frans na consultaties met zijn zoon prins-aartsbisschop Hendrik van Bremen en keizer Rudolf II, maar zonder overleg met zijn zoons Magnus en Maurits, zijn zoon Frans II aan te stellen als enige erfopvolger in Saksen-Lauenburg. Hij deed dit omdat hij Frans II beschouwde als zijn bekwaamste zoon, maar Frans schond hiermee de regels van het eerstgeboorterecht. Hierdoor werd Frans II door de Staten beschouwd als onwettig hertog, waardoor hij officieel administrator van het hertogdom Saksen-Lauenburg werd. Magnus II vroeg vervolgens aan keizer Rudolf II om hem als nieuwe hertog van Saksen-Lauenburg te benoemen. Op 31 januari 1585 besliste Rudolf II in het voordeel van Frans II en werd Magnus onbekwaam verklaard om te regeren.
Frans II had intussen de steun van zijn broer Maurits gewonnen door hem tot mede-administrator van Saksen-Lauenburg te benoemen. Op 16 december 1585 aanvaardde Frans dat de Staten van Lauenburg een permanente institutie werden die cruciale inspraak kregen in de regeringszaken, waarna hij en Maurits in 1586 tot hertog van Saksen-Lauenburg werden benoemd.
Magnus II deed herhaalde pogingen om Saksen-Lauenburg te heroveren, waardoor zijn broers een arrestatiebevel tegen hem uitvaardigden wegens landvredebreuk. In 1588 werd hij in Hamburg gevangengenomen en uitgeleverd aan Frans II en Maurits, waarna Magnus tot aan zijn dood opgesloten werd in het kasteel van Ratzeburg. In 1603 stierf hij, waarna hij in de kapel van het kasteel werd bijgezet.

## Huwelijk en nakomelingen
Op 4 juli 1568 huwde hij met Sophia (1547-1611), dochter van koning Gustaaf I van Zweden. Omdat het huwelijk ongelukkig was, leefde het echtpaar vanaf 1578 gescheiden. Ze kregen een zoon:
- Gustaaf (1570-1597), gouverneur van Kalmar